# إد يونغ (كاتب)
إد يونغ (بالصينية: 杨志成) هو كاتب للأطفال وكاتب صيني، ولد في 28 نوفمبر 1931 في تيانجين في الصين.

## وصلات خارجية
- إد يونغ على موقع IMDb (الإنجليزية)
- إد يونغ على موقع ديسكوغز (الإنجليزية)